# Sara Hamdi Masoud
Sara Hamdi Masoud es una deportista catarí que compite en atletismo adaptado. Ganó una medalla de plata en los Juegos Paralímpicos de Río de Janeiro 2016 en la prueba de lanzamiento de peso (clase F33).

## Palmarés internacional
| Juegos Paralímpicos | Juegos Paralímpicos     | Juegos Paralímpicos | Juegos Paralímpicos |
| Año                 | Lugar                   | Medalla             | Prueba              |
| ------------------- | ----------------------- | ------------------- | ------------------- |
| 2016                | Río de Janeiro (Brasil) | Medalla de plata    | Peso F33            |